# Квантитет
Квантитет (на латински: quantitas, „количество“) или дължина в езикознанието е качество на звуковете в някои езици, които притежават кратки и дълги гласни звукове, като смислоразличителни единици, т.е. в зависимост от дължината на гласните се различава и значението на думите.
Оттук идва и терминът квантитативно стихосложение за стихосложение, основано на количествения признак на сричките в стиха. За квантитативните стихосложения, каквото е античното, от първостепенно значение е закономерното редуване на дълги и кратки срички.